# Misuzulu Zulu
Misuzulu Sinqobile kaZwelithini (Hlabisa, 23 september 1974) is de regerende paramount chief ('koning') van de Zoeloes. De rol van de koning is vastgelegd in de Afrikaanse grondwet en is grotendeels ceremonieel. In politieke macht staat de minister-president van de provincie KwaZoeloe-Natal boven hem.
Misuzulu Zulu kaZwelithini werd in 2022 de negende koning van het Zoeloekoninkrijk (ook wel Zoeloeland genoemd), na de dood van zijn vader Goodwill Zwelithini kaBhekuzulu, die op 12 maart 2021 stierf aan de gevolgen van een combinatie van suikerziekte en de Zuid-Afrikaanse variant van COVID-19.

## Biografie
Misuzulu Zulu is de eerstgeboren zoon van koningin Mantfombi Dlamini. Zij was de derde vrouw van Goodwill Zwelithini, die gedurende meer dan 50 jaar paramount chief was van de Zoeloes in Zuid-Afrika. Zij was een zevendedagadventist die overtuigd was van de heiligheid van het menselijk lichaam. Daarom streed ze om het behoud van het recht in Zoeloeland dat meisjes, net als jongens in hun jonge jaren voor hun huwelijk, topless mochten rondlopen en dansen, zoals ze dat ook van haar jeugd in Swaziland kende. Haar zoon Misuzulu is eveneens zevendedagadventist.
Koning Goodwill Zwelithini wees in zijn testament Mantfombi Dlamini aan als koningin-regentes, in afwachting van het aanduiden van een mannelijke opvolger. Zij had de hoogste status van alle echtgenotes, omdat zij de enige van koninklijken bloede was. Ze was de zus van koning Mswati III van Swaziland. Door haar huwelijk werden de twee koninkrijken met elkaar verbonden. Het zou de afspraak geweest zijn dat haar eerstgeboren zoon de eerste in lijn voor de troonopvolging zou zijn.
Mantfombi Dlamini nam het regentschap officieel waar van 12 maart 2021 tot 29 april 2021, de dag waarop zij stierf. Haar onverwachte dood leidde tot speculaties dat ze zou zijn vergiftigd. Haar testament werd op 7 mei 2021 voorgelezen in een televisie-uitzending waarin ze Misuzulu als troonopvolger aanduidde. Maar hij was nog niet getrouwd, wat erg belangrijk was volgens de tradities van de Zoeloegemeenschap, en had bovendien een buitenechtelijke zoon. Volgens sommige prominenten was hij ongeschikt voor de opvolging.
Daarnaast speelde het verhaal van de vorige kroonprins Lethukuthula Zulu (1970-2020) die in november door moord om het leven kwam. Hij was de zoon van koningin maDlamini, de eerste vrouw van Goodwill Zwelithini. De twee zussen van Lethukuthula Zulu betwistten de aanduiding van Misuzulu Zulu tot nieuwe koning. De rechter bepaalde dat de kroning door kon gaan. In maart 2022 erkende ook de Zuid-Afrikaanse president Cyril Ramaphosa prins Misuzulu formeel als de nieuwe Zoeloekoning.
Op 20 augustus 2022 werd Misuzulu tijdens een traditionele ceremonie in het koninklijk paleis in KwaNongoma tot koning gekroond. Hij droeg onder meer traditioneel de huid van een leeuw die hij kort daarvoor geschoten had. In het ritueel ukungena esibayeni (vrij vertaald: het koninklijke dorp binnentreden) vroeg de kroonprins op een heilige plaats om de steun van zijn voorouders, waarna hij tot de nieuwe koning werd uitgeroepen. Op 30 oktober volgde in het Moses Mabhidastadion in Durban een groot feest met 80.000 Zoeloes, gekleed in kleurrijke, traditionele gewaden en rokken. In een bijhorende staatsceremonie bevestigde president Ramaphosa dat de Zuid-Afrikaanse overheid de 48-jarige Misuzulu formeel erkent als de nieuwe heerser van de Zoeloe-monarchie.

## Echtgenotes & kinderen
Misuzulu huwde de dag voor de kroning met zijn vriendin Ntokozo Mayisela en heeft anno 2022 twee wettelijke kinderen (waarvan een gewettigd door het huwelijk en het ander geboren na het huwelijk) en een derde kind met Wezizwe Sigcau, een Xhosa-prinses van Pondoland.